# كاندي كاندي
يعد كاندي – كاندي من أشهر المانغا والأنمي الذي أنتج باليابان . وهو من تأليف كيوكو ميزوكي Kyoko Mizuki سنة 1975 أما عن الرسوم فقد تولتها يوميكو اقاراشي يوميكو إيغاراشي التي أتحفتنا برسومات المانجا والانمي ذائع الصيت جورجي.
لكن لسبب ما تم استبدال الرسامة عند رسم الانمي ..ولم يستطع الرسام الجديد المحافظة على روعة الرسم رغم انه نجح في الإبقاء على الشكل العام للشخصيات ...
على كل حال لاقى الانمي بدوره نجاحا عظيما رغم ان بعض التفاصيل الصغيرة من المانجا كانت قد حذفت تماما ...وكان الانمي مكونا من 115 حلقة اما المانجا فمن9 اجزاء ...
بعد نهاية المسلسل انتج فيلم قصير لكاندي اختصر قصة المسلسل ولم يذكر أهم احداث القصة وكانت النهاية سعيدة كما حذفت فيه شخصيتين اساسيتين واللتان لعبتا الدور الأكبر في حياة كاندي
لقي المانجا كاندي- كاندي نجاحا منقطع النظير. حتى قرروا أن ينتجوا له انمي سنة 1979 وهو من إنتاج شركة توي أنميشن Toei Animation . أيضا قامت الشركة بإنتاج أكثر من ova له، كان آخره سنة 1992.

## القصة
القصة تتكلم عن فتاة يتيمة ولطيفة تدعى كاندي. عندما كانت صغيرة كانت تعيش في ميتم يدعى منزل بوني مع صديقتها أني. يتم تبني صديقتها أني من قبل عائلة غنية، لذلك كانت مجبرة على قطع علاقتها بكاندي حتى لا يعرف أحد بأنها من ملجأ الأيتام. و في يوم قابلت كاندي على التل شاباً وسيماً اسمته امير التل، لكنه اختفى ولم يترك ورائه سوى ميدالية ذهبية تحتفظ كاندي بها. يمر الوقت ويتم تبني كاندي من قبل عائلة ليقان لتصبح مرافقة لأبناء عائلة ليقان ألايزا ونيل. لكنهم يعاملونها معاملة سيئة. في يوم من الأيام التقت كاندي شابًا اسمه أنثوني تقع في حبه. كان يشبه الشخص الذي قابلته على التلة، لذلك ظنت أنه هو. بعد ذلك يتم تبني كاندي من قبل عائلة اردلي، وهي عائلة ذات نفوذ واسع، حتى ان عائلة ليقان لا تستطيع مجاراتها، وهي عائلة أنثوني واولاد عمه ستير وآرتشي. تتوالى الأحداث ليموت أنثوني وتذهب كاندي مع ستير وآرتشي ألى مدرسة في لندن فتجد أن ألايزا ونيل هنالك أيضاً. أني التي اضطرت لقطع علاقتها بكاندي تذهب إلى المدرسة نفسها. أني وقعت في حب آرتشي، إلا أن آرتشي كان يحب كاندي في بداية الأمر، لكن بعد أن يعلم بمشاعر أني يقع في حبها أيضاً. تلتق كاندي بفتى يدعى تيريوس، ينادونه تيري، فتقع في حبه. تقوم ألايزا بمقلب لأجل طرد كاندي من المدرسة لأنها كانت تريد التقرب إلى تيري. وبما أن تيري يقضي معظم وقته مع كاندي تقوم بهذه الخدعة. لكن تيري يصر أن يطرد هو بدلاً من كاندي لحمايتها. لذلك يطرد تيري ويسافر إلى أمريكا ليعمل كممثل. تبدأ كاندي بالعمل كممرضة. اثناء عمل تيري يلتقي بفتاة تدعى سوزانا تعمل في نفس الفرقة مع تيري. تقع سوزانا في حب تيري. في يوم من الأيام أثناء عمل تيري يتعرض لحادث، لذلك تقوم سوزانا بحمايته لأنها تحبه. فتصاب بالشلل. بعد ذلك تقرر كاندي التخلي عن تيري وتركه مع سوزانا ثم تعيش مع شخص يدعى السيد ألبرت الذي يظهر ليساعدها عندما تكون حزينة أو في مشكلة. تعيش معه لأنه فقد ذاكرته بسبب الحرب. يستعيد ذاكرته ويسافر مرةً أخرى. يذهب ستير الى الحرب ويقتل هناك. يقع نيل في حب كاندي لكنها لا تحبه بسب المشاكل التي كان يسببها لها. ومع رفضها المستمر له إلا أنه يجبرها على الزواج منه. تذهب كاندي لمقابلة الجد ويليام الذي تبناها لتخبره بالأمر حتى يساعدها على التخلص من نيل. تكتشف كاندي بأن الجد ويليام هو نفسه السيد ألبرت وأنه خال أنثوني. يساعدها السيد ألبرت على التخلص من نيل وتعيش كاندي بعدها بسعادة.

## وصلات خارجية
- كاندي كاندي على موقع IMDb (الإنجليزية)
- كاندي كاندي على موقع فيلمافينيتي (الإسبانية)
- كاندي كاندي على موقع ليتربوكسد (الإنجليزية)
- كاندي كاندي على موقع كينوبويسك (الروسية)
- كاندي كاندي على موقع ألو سيني (الفرنسية)
- كاندي كاندي على موقع قاعدة بيانات الفيلم (الإنجليزية)
- كاندي كاندي على موقع ANN anime (الإنجليزية)
- كاندي كاندي على موقع ANN manga (الإنجليزية)